# Margarida da Inglaterra, Duquesa de Brabante
Margarida de Inglaterra (em inglês:  Margaret; Castelo de Windsor, 11 de setembro de 1275 – após
11 de março de 1333)    foi uma princesa da Inglaterra por nascimento e duquesa de Brabante, da Baixa Lotaríngia e de Limburgo pelo seu casamento com João II de Brabante.

## Família
Margarida foi a sétima filha e décima criança nascida do rei Eduardo I de Inglaterra e de sua primeira esposa, Leonor de Castela.
Os seus avós paternos eram o rei Henrique III de Inglaterra e Leonor da Provença. Os seus avós maternos eram o rei Fernando III de Castela e Joana de Dammartin.
Margarida teve quinze irmãos, alguns deles eram: Afonso, Conde de Chester, Leonor, Condessa de Bar, Joana de Acre, Maria de Woodstock, Isabel de Rhuddlan, e o mais novo era o rei Eduardo II de Inglaterra. 
Do segundo casamento do pai com Margarida de França, ela teve mais dois meio-irmãos, Tomás de Brotherton, 1.º Conde de Norfolk e Edmundo de Woodstock, 1.º Conde de Kent.

## Biografia
Quando criança, a princesa viveu nos Castelos de Windsor, Woodstock e Palácio de Langley com seus irmãos mais novos.  
Em 1278, a princesa Margarida e João, filho do duque João I de Brabante e de Margarida de Dampierre, ficaram noivos quando ainda eram crianças. Eles já se conheciam. Também foi estipulado uma lista diversa de castelos, fazendas, vilas, florestas, aluguéis e moinhos de ventos que seriam atribuídos à Margarida caso o seu marido morresse. 
Para o casamento da filha, a sua mãe, Leonor, encomendou muitas joias para Margarida, entre elas uma coroa de prata para o casamento e uma coroa cravejada de 300 esmeraldas, junto com uma grinalda coberta de rubis e pérolas com o símbolo do leopardo da Inglaterra nas pedras de safira. 
O casamento ocorreu na Abadia de Westminster, em 8 de julho de 1290. No mesmo local, apenas alguns meses antes, Margarida esteve presente no casamento da irmã Joana. A noiva tinha 15 anos, e ele, 14. As festividades da cerimônia foram extravagantes, com direito a uma procissão de cavaleiros de armadura, e damas vestidas magnificamente que cantavam enquanto desfilavam pelas ruas de Londres, com harpistas, menestréis e violonistas tocando músicas, enquanto bobos da corte dançavam. 
Nos dois anos que se seguiram ao casamento, eles viveram na Inglaterra. Em 1292, o casal se mudou para Brabante.  Ela se tornou duquesa com a sucessão do marido em 1294.
Margarida, que aparentemente fora uma criança agradável e contente, foi infeliz na corte brabantina, tendo sido obrigada a aceitar as várias amantes e filhos ilegítimos do marido, que, até foram criados junto do próprio filho da duquesa, João. 

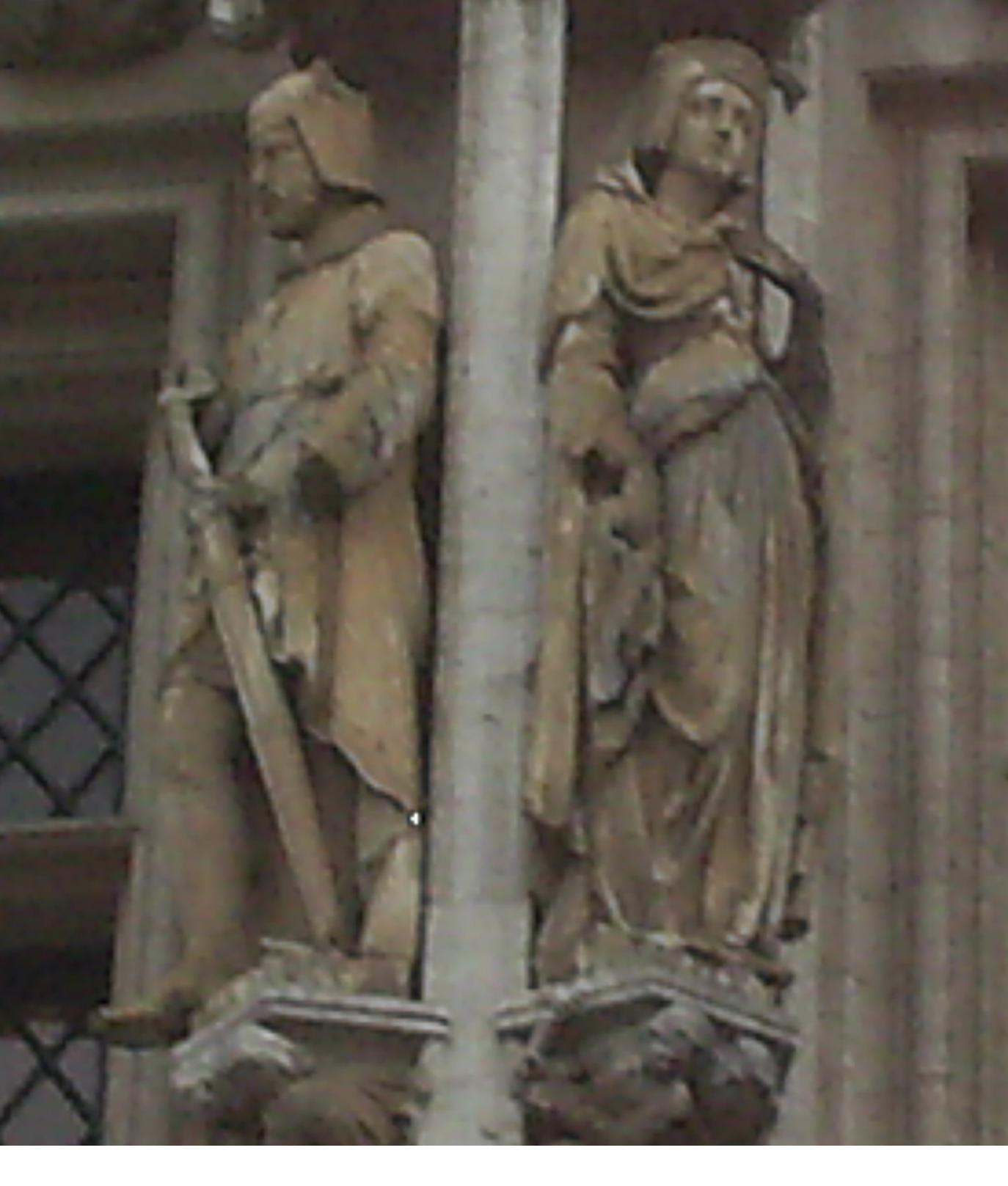
Estátuas de João e Margarida na praça Grand-Place de Bruxelas.

No início do ano de 1306, Brabante passava por um momento de tensões crescentes entre os tecelões e a classe aristocrática mercantil. Os tecelões se revoltaram em Bruxelas e vandalizaram as casas dos comerciantes, antes de se dirigirem para o Palácio ducal de Coudenberg, onde Margarida residia. Ao invés de fugir, a duquesa conversou com eles e os persuadiu a desbandar e ir para casa. Seu diálogo obteve sucesso, pois a multidão não atacou o palácio. No entanto, após o seu retorno de uma expedição de caça em Tervuren, o duque e os seus homens expulsaram os tecelões da cidade, e em seguida, reafirmou os privilégios da classe mercante.
O duque e a duquesa estiveram presentes no casamento do irmão dela, Eduardo, com a princesa Isabel da França, em 25 de janeiro de 1308, na Bolonha do Mar. Eles também acompanharam o casal até a Inglaterra para a coroação deles em 25 de fevereiro do mesmo ano. 
Durante o reinado de João II, Brabante continuou a apoiar uma colisão para impedir a expansão francesa. Ele tentou conquistar a Holanda do Sul, à época governada pelo conde pró-francês João II de Holanda, mas não obteve sucesso.
O duque sofria de pedras nos rins, e, desejando paz com a França para que o ducado passasse de maneira pacífica para o seu filho após sua morte, assinou a Carta de de Kortenberg, em 1912. Esse documento estabelecia um conselho governante de nobres e homens da cidade de Brabante para supervisionar o governo de João. Além disso, ele também arranjou o casamento entre o filho e Maria de Évreux, uma neta do rei Filipe III de França e de Maria de Brabante (além de trisneta do rei Henrique III de Inglaterra, que era avô da princesa Margarida). Um mês depois, João morreu em 27 de outubro de 1312, em Tervuren, e o seu filho com Margarida se tornou o novo duque. Apesar do novo duque João ter apenas doze anos de idade, Margarida preferiu não virar regente do filho, e se retirou para suas terras. 
Ela veio a falecer em algum momento após a data de 11 de março de 1333, quando escreveu uma uma carta para o sobrinho, o rei Eduardo III de Inglaterra; tinha cerca de 57 anos naquela época, tendo vivido mais do que todos os seus irmãos. Depois disso, o seu nome desaparece dos registros históricos. 
Margarida foi enterrada ao lado do marido na Catedral de São Miguel e Santa Gudula, em Bruxelas.

## Descendência
- João III de Brabante (1300 - 5 de dezembro de 1355), sucessor do pai. Foi marido de Maria de Évreux, com quem teve seis filhos.